# Gravsten
En gravsten er en sten med navnet på en afdød, der sættes på afdødes grav.
En gravsten behøver ikke være af sten, et trækors eller lignende der anvendes på samme måde indgår i begrebet.
Gravstenen bærer navnet på afdøde – normalt indhugget, eller udformet i metal og fæstnet til stenen, men det kan også være malet. Den kan også have oplysninger om fødselsdato, dødsdato og/eller et mindeord.
På gravsteder kan der opstilles mindesten i stedet. På disse er der ikke navn men en anden henvisning "vor elskede mor" eller "elsket og savnet".
I Danmark kan gravsteder sløjfes efter en fredningsperiode (10 – 30 år efter begravelsesform), hvis ikke ejerne forlænger lejeaftalen. Ejerne af gravstenen kan hente den, ellers kan kirken beslutte enten at destruere eller gemme stenen. Sortering af gravsten sker efter regler i kirke- og museumslovgivning, hvor der er anbefalinger for hvordan menighedsrådet bør udvælge bevaringsværdige sten. Bl.a. skal der ses på historisk vigtighed, specielle navne/titler/tekster og kunstnerisk eller speciel udformning eller materiale. Der er ikke specifikt krav om at gemme sten med "kendte" personer. Pladsen på kirkegården, hvor gamle gravsten samles, hedder et lapidarium.
Gravstele er en flad, opretstående sten på en grav ofte med indskrift eller lignende.

## Eksempler på gravsten
- Sten
- Metalkors
- Jødisk gravsten i Polen
- En såkaldt talende gravsten fra Syderende på Før (Sydslesvig)
- Gravsten fra den gamle jødiske begravelsesplads i Wiener Zentralfriedhof, Østrig
- Gravsten på Gudsageren, Christiansfeld
- C.F. Møllers gravsten på Vestre Kirkegård